# Anders Eggert
Anders Eggert Magnussen (tidligere Jensen, født 14. maj 1982 i Aarhus) er en dansk håndboldtræner og tidligere håndboldspiller. Efter at have spillet i danske klubber som GOG Svendborg og Brabrand IF havde han en 10 år lang karriere i den tyske topklub SG Flensburg-Handewitt. På pensionstidspunktet spillede han i Skjern Håndbold. Eggert spillede venstre fløj.

## Landshold
Eggert fik debut på det danske landshold i 2003 og opnåede i alt 160 landskampe og 581 mål. Han har været med til VM 2009, EM 2010, VM 2011 (sølv) og EM 2012 (guld). I 2010 fik han sit gennembrud, hvor han blandt andet afgjorde kampen mod Norge i mellemrunden med et straffekast efter tid. Samme år blev han valgt til årets landsholdsspiller. I mange år stod han på landsholdet (som tidligere i Flensborg) i skyggen af Lars Christiansen, men da Ulrik Wilbek skulle udtage spillerne til OL i London 2012, hvor der kun kan bruges fjorten spillere mod seksten ved andre slutrunder, valgte han Eggert som den eneste venstre fløj.

## Trænerkarriere
I 2022 blev Eggert ansat som assistenttræner i KIF Kolding.
Desuden har han været håndboldekspert på TV 2 under landskampe.